# Brzuchorzęski Polski
W polskich wodach śródlądowych stwierdzono występowanie 99 gatunków słodkowodnych i 24 gatunki morskie.

## Brzuchorzęski (Gastrotricha)

### Chaetonotida Remane, 1925

#### Multitubulatina d’Hondt, 1971
Rodzina Neodasyidae
- Neodasys chaetonotoideus Remane, 1927

#### Paucitubulatina d’Hondt, 1971
Rodzina Chaetonotidae
- Aspidophorus bibulbosus Kisielewski, 1979
- Aspidophorus longichaetus Kisielewski, 1986
- Aspidophorus microsquamatus Saito, 1937
- Aspidophorus marinus Remane, 1926
- Aspidophorus oculifer Kisielewski, 1981
- Aspidophorus ophiodermus Balsamo, 1983
- Aspidophorus paradoxus (Voigt, 1902)
- Aspidophorus polonicus Kisielewski, 1981
- Aspidophorus punctatus (Greuter, 1917)
- Aspidophorus sloviensiss Kisielewski, 1986
- Aspidophorus squamulosus Roszczak, 1935
- Aspidophorus tatraensis Kisielewski, 1986
- Aspidophorus tetrachetus Kisielewski, 1986
- Chaetonotus acanthocephalus Valkanov, 1937
- Chaetonotus acanthodes Stokes, 1887
- Chaetonotus alni Nesteruk, 1991
- Chaetonotus armatus Kisielewski, 1981
- Chaetonotus arquatus Voigt, 1903
- Chaetonotus bisacer Greuter, 1917
- Chaetonotus brevispinosus Greuter, 1917
- Chaetonotus chuni Voigt, 1901
- Chaetonotus cordiformis Greuter, 1917
- Chaetonotus disunctus Greuter, 1917
- Chaetonotus dybowskii Jakubski, 1919
- Chaetonotus eximius Kolicka et al., 2013
- Chaetonotus greuteri Remane, 1927
- Chaetonotus heideri Brehm, 1917
- Chaetonotus heteracanthus Remane, 1927
- Chaetonotus hirsutus Marcolongo, 1910
- Chaetonotus hystrix Mecnikow, 1865
- Chaetonotus insigniformis Greuter, 1917
- Chaetonotus jakubskii Roszczak, 1935
- Chaetonotus larus (Muller, 1784)
- Chaetonotus linguaeformis Voigt, 1902
- Chaetonotus macrochaetus Zelinka, 1889
- Chaetonotus macrolepidotus Greuter, 1917
- Chaetonotus maximus Ehrenberg, 1830
- Chaetonotus microchaetus Preobrazenskaja, 1926
- Chaetonotus mitraformis Greuter, 1917
- Chaetonotus multisetosus Preobrazenskaja, 1926
- Chaetonotus multispinosus Grunspan, 1908
- Chaetonotus murrayi Remane, 1929
- Chaetonotus novenarius Greuter, 1917
- Chaetonotus octonarius Stokes, 1887
- Chaetonotus oculifer Kisielewski, 1981
- Chaetonotus ophiogaster Remane, 1927
- Chaetonotus parafurcatus Nesteruk, 1991
- Chaetonotus pawlowskii Kisielewski, 1984
- Chaetonotus peresetosus Zelinka, 1889
- Chaetonotus polyspinosus Greuter, 1917
- Chaetonotus poznaniensis Kisielewski, 1981
- Chaetonotus pravus Kolicka et al., 2013
- Chaetonotus quintospinosus Greuter, 1917
- Chaetonotus rafalskii Kisielewski, 1979
- Chaetonotus rarispinosus Roszczak, 1935
- Chaetonotus rectaculeatus Kisielewski, 1981
- Chaetonotus robustrus Davison, 1938
- Chaetonotus rotundus Greuter, 1917
- Chaetonotus schultzei Mecnikow, 1865
- Chaetonotus silvaticus (Varga, 1963)
- Chaetonotus similis Zelinka, 1889
- Chaetonotus simrothi Voigt, 1909
- Chaetonotus sphagnophilus Kisielewski, 1981
- Chaetonotus spinulosus Stokes, 1887
- Chaetonotus succinctus Voigt, 1904
- Chaetonotus sudeticus Kisielewski, 1984
- Chaetonotus tenuis Grunspan, 1908
- Chaetonotus tristratachaetus Kolicka et al., 2013
- Chaetonotus uncinus Voigt, 1902
- Halichaetonotus aculifer (Gerlach, 1953)
- Halichaetonotus balticus Kisielewski, 1975
- Halichaetonotus lamellatus Kisielewski, 1975
- Halichaetonotus schromi Kisielewski, 1975
- Heterolepidoderma brevitubulatum Kisielewski, 1981
- Heterolepidoderma gracile Remane, 1927
- Heterolepidoderma longicaudata Kisielewski, 1979
- Heterolepidoderma macrops Kisielewski, 1981
- Heterolepidoderma majus Remane, 1927
- Heterolepidoderma ocellatum (Mecnikow, 1865)
- Heterolepidoderma tenuisquamatum Kisielewski, 1981
- Ichthydium bifurcatum Preobrazenskaja, 1926
- Ichthydium forficula Remane, 1927
- Ichthydium maximum Greuter, 1917
- Ichthydium palustre Kisielewski, 1981
- Ichthydium podura (Muller, 1773)
- Ichthydium rostrum Roszczak, 1969
- Lepidochaetus zelinkai (Grunspan, 1908)
- Lepidodermella minor (Remane, 1936)
- Lepidodermella squamata (Dujardin, 1841)
- Lepidodermella verrucosa (Roszczak, 1935)
- Lepidodermella zelinkai (Konsuloff, 1914)
- Musellifer sublitoralis Hummon, 1969
- Polymerurus nodicaudus (Voigt, 1901)
- Polymerurus rhomboides (Stokes 1887)
- Polymerurus serraticaudus (Voigt, 1901)
- Polymerurus squamofurcatus (Preobrazenskaja, 1926)

Rodzina Dasydytidae
- Dasytes longispinosus Greuter, 1917
- Dasytes ornatus Voigt, 1909
- Haltidytes festinatus (Voigt, 1909)
- Setopus iunctus Greuter, 1917
- Setopus primus Grunspan, 1908
- Setopus tongiorgii (Balsamo, 1983)
- Stylochaeta fusiformis (Spencer, 1890)
- Stylochaeta longispinosa Greuter, 1917

Rodzina Neogosseidae
- Neogossea antennigera (Gosse, 1851
- Neogossea fasciculata Daday, 1905

Rodzina Xenotrichulidae
- Xenotirchula bispina Roszczak, 1939
- Xenotirchula intermedia Remane, 1934
- Xenotirchula velox Remane, 1927

### Macrodasyida Remane, 1925
Rodzina Dactylopodolidae
- Dactylopodola baltica (Remane, 1926)

Rodzina Lepidodasyidae
- Cephalodasys maximus Remane, 1926
- Lepidodasys martini Remane, 1926
- Lepidodasys platyurus Remane, 1927
- Paradasys subterraneus Remane, 1934
- Pleurodasys helgolandicus Remane, 1927

Rodzina Macrodasyidae
- Macrodasys buddenbrocki Remane, 1924
- Macrodasys balticus Roszczak, 1939

Rodzina Thaumastodermatidae
- Platydasys maximus Remane, 1927
- Ptychostomella helana Roszczak, 1939

Rodzina Turbanellidae
- Turbanella cornuta Remane, 1925
- Turbanella lutheri Remane, 1952